# Fermín Palma García
Fermín Palma García (Guadix, 1886-Jaén, 1970), fue un médico y cirujano español, alcalde de Jaén entre 1923 y 1928, durante la dictadura de Primo de Rivera, además de presidente de la Diputación Provincial de Jaén (1930-1931).

## Biografía
Nació el 29 de noviembre de 1866 en la localidad granadina de Guadix, en el seno de una familia de clase media acomodada, siendo su padre, José de Palma y Rivas (n. Algarrobo, 1842), médico con ejercicio en Guadix, (provincia de Granada), y su madre, Mª del Carmen García Díaz (n. Ferreira, 1854).

### Formación médica y actividad asistencial
Obtuvo la licenciatura en Medicina por la Universidad de Granada en 1911, con veinte matrículas de honor y premio “Fidel Fernández Osuna” (premio instituido en honor del prestigioso médico Gregorio Fidel Fernández Osuna). Alumno interno por oposición, primero de Anatomía y después de Quirúrgica, con los profesores José Pareja Garrido (1856-1935) y Fermín Garrido Quintana (1868-1936) e inmerso en las enseñanzas que recibió de su profesor de Anatomía Topográfica y Operaciones, Víctor Escribano García (1870–1961), hicieron que las fuentes de su sólida formación fueran la sala de disección, la clínica hospitalaria y la sala de operaciones. 
La escuela granadina experimentó un singular auge a partir de los grandes reformadores con Vicente Guarneiro Gómez (1819-1880), en la segunda mitad del siglo XIX, y por el rigor científico de maestros ejemplares como Juan Creus y Mansó (1828-1898), que obtuvo la cátedra de Cirugía en 1854 la cual desempeñó hasta 1877; Eduardo García Solá (1845-1922) iniciador de la Anatomía Patológica, discípulo de otra celebridad, Aureliano Maestre de San Juan (1828- 1890), que supo incrementar el prestigio que había dejado el saber histológico de Mariano López-Mateos (1828-1890).
En 1925 fundó, junto a otros médicos especialistas de Jaén, la Clínica Operatoria de Especialidades, más tarde bautizada como Clínica Quirúrgica "La Inmaculada" que fue referente a nivel regional y nacional de las últimas técnicas médico-quirúrgicas, diagnósticas y terapéuticas a lo largo de todo el siglo XX; en este sanatorio también trabajaron los continuadores del Dr. Palma García. Entre ellos cabe destacar a sus hijos Alberto Palma Rodríguez y Antonio Palma Rodríguez, especialistas en Cirugía Ortopédica y Traumatología, y Fermín Palma Rodríguez, especialista en Cirugía e historiador de la Medicina.
Durante su labor médica, Fermín Palma García fue el primer médico en comenzar a utilizar la penicilina en la provincia de Jaén a mediados de la década de 1940.

### Sanidad Militar y Civil
En 1911, el mismo año que termina los estudios de medicina, Fermín Palma García ingresa en el Cuerpo Militar de Sanidad, con el número tres, a continuación de su compañero de curso, Miguel Guirao Gea (1886-1977), futuro catedrático de Anatomía de la Universidad de Granada, que obtuvo el número dos. En 1912 fue destinado al  Marruecos español actuando en equipos quirúrgicos de vanguardia en la Compañía Mixta de Sanidad en la recién creada Comandancia de Ceuta.  Posteriormente, es destinado a Tetuán una vez la ciudad es ocupada por España e incorporada al Protectorado, siendo distinguido en dos ocasiones por "los distintos servicios y méritos contraídos" con la Cruz del Mérito Militar con distintivo rojo y pensionada.
En 1919 ingresa en el Hospital Provincial de Jaén (Hospital de San Juan de Dios), como médico de entrada y cirujano de guardia. En 1922 pasa a ser médico de Sala de Cirugía y posteriormente obtuvo el puesto de jefe del servicio de Cirugía General.

## Trayectoria política

### Labor en el Ayuntamiento
El 1 de octubre de 1923 se le buscó para presidir el Ayuntamiento de Jaén. Se quiso seleccionar a una personalidad independiente que, sin compromiso con partido político alguno, sólo tuviera el interés del municipio, desempeñándolo con ejemplaridad y capacidad creadora, transformando la ciudad e iniciando una modernización que consta en una memoria que publicó al final de su gestión. En ella se describe toda la gestión que se realizó. Destacan las actuaciones para modernizar el matadero, el mercado y el saneamiento de las alcantarillas (a fin de suprimir el cinturón de albercas de aguas fecales que rodeaban a la ciudad). Se crearon las escuelas con agrupaciones de seis grados, colonias escolares de verano, adquiriendo para este fin la finca de Caño Quebrado. Se pavimentó la mayor parte de la ciudad, y actualizó la Beneficencia Municipal y Casa de Socorro. Así mismo, se adecentaron el parque de bomberos, el cementerio y sobre todo, la obra principal de su gestión, que fue la canalización y abastecimiento de aguas para la ciudad y llevarla a todos los hogares, y a todos los servicios públicos, plazas, calles, parques, hospicios y casas de caridad, pues la mayoría se abastecían de las fuentes públicas. 
En dicha memoria indica, de forma pormenorizada todos los ingresos y gastos, reflejando al final el arqueo con el superávit que dejó al final de su gestión. Convine señalar el acta municipal del pleno del 19 de octubre de 1923, donde consta la donación de la nómina de cirujano del Hospital Provincial a favor del pueblo mientras desempeñaba la alcaldía. Jamás recibió ningún emolumento ni gastos de representación, ni dieta alguna según consta en las actas municipales. Labor significativa durante su mandato fue la redacción de un Reglamento de Sanidad Municipal. (Imp. Cruz, Jaén, 1926).

### Labor en la Diputación Provincial
Fue elegido presidente de la Diputación de Jaén el 18 de marzo de 1930, sustituyendo a Ramón Serrano Navarro. Fue el último presidente de la Diputación elegido antes de la proclamación de la Segunda República.
La tuberculosis, en sus variadas afectaciones sistémicas, ocupaba en el año 1930 el 50% de las camas hospitalarias de la provincia de Jaén. Esta fue la gran preocupación durante su gestión en la Diputación Provincial y por ello durante la misma,  el ente provincial adquirió la finca El Neveral de una extensión de 14 hectáreas, por un importe de 35.000 pesetas. Inmediatamente, tras la aprobación del entonces director general de Sanidad, José Alberto Palanca y Martínez-Fortún, se iniciaron las obras del Sanatorio Antituberculoso en la finca indicada bajo la dirección del arquitecto Luis Berges Martínez. El sanatorio, que en un principio se llamaría Enfermería Victoria Eugenia de Battenberg en honor a la reina,  sería conocido desde entonces como El Neveral. El Sanatorio no pudo entrar en funcionamiento hasta 1934 a causa de problemas económicos. La inauguración oficial tuvo lugar el 17 de febrero de 1935, con la asistencia de José María Gil Robles. Estaba dotado con medios para atender a 108 enfermos tuberculosos. 
Otras obras completaron su labor al frente de la Diputación como la construcción de un nuevo pabellón en el Hospital Provincial y el arreglo y reparación de los caminos y carreteras provinciales, así como la creación de una escuelas nocturnas en colaboración con el gobernador civil, López Obregón, para los obreros que adquiriesen la formación que, por trabajar desde muy jóvenes, no habían podido adquirir.
Fallecido el 16 de septiembre de 1970, fue sepultado en el cementerio de San Eufrasio.

## Cargos desempeñados
- Alcalde de Jaén (1923-1929)
- Presidente de la Diputación Provincial de Jaén (1930-1931)

| Predecesor: Manuel García de Quesada y Martínez Victoria | Alcalde de Jaén 1923-1929                     | Sucesor: Juan Pancorbo Ortuño      |
| Predecesor: Ramón Serrano Navarro                        | Presidente de la Diputación de Jaén 1930-1931 | Sucesor: Pedro Fernández Hernández |

## Méritos
Por su labor municipal y provincial le fueron concedidas las medallas de oro de la ciudad y de la provincia. Fue distinguido con el título de hijo adoptivo de Jaén y una calle en la zona del ensanche fue rotulada con su nombre. Por su actividad médica y quirúrgica le fue concedido el ingreso en la Orden Civil de Sanidad con la categoría de Encomienda con Placa.

## Vida privada
Fermín Palma García se casó con Milagros Rodríguez Acosta (Mancha Real, 1900-Jaén, 1992), hija del conocido jurista y escritor Antonio Rodríguez Martín (1859-1932) y de María Acosta Roldán (1860-1954). Tuvieron siete hijos (Fermín, José Antonio, María, Alberto, Mª del Carmen, Antonio y Milagros)

## Publicaciones
- "Ambulancias de Montaña en África", (con L. Serrada). Revista de Sanidad Militar; (1913), nº3, p. 740.
- "Tratamiento de las tuberculosis articulares". Revista de Especialidades, (1921) Imp. La Regeneración, Jaén,  p.24.
- "Otitis crónica supurada y mastoiditis". Revista de Especialidades, (1923), Imp. La Regeneración, Jaén,  p.55.
- "Labor realizada por el Excmo. Ayuntamiento de Jaén". Tipografía La Unión, Jaén, 1928.
- "Sanidad Pública". Real Sociedad Económica de Amigos del País, Jaén, 1928.